# Knollen-Platterbse
Die Knollen-Platterbse (Lathyrus tuberosus), auch Knollige Platterbse oder Erdnuß-Platterbse genannt, ist eine Pflanzenart aus der Gattung Platterbse (Lathyrus) in der Familie der Hülsenfrüchtler (Fabaceae). Der deutsche Trivialname dieser Nutzpflanze leitet sich von Knöllchen ab, die diese Pflanzenart an den Wurzeln ausbildet.

## Beschreibung

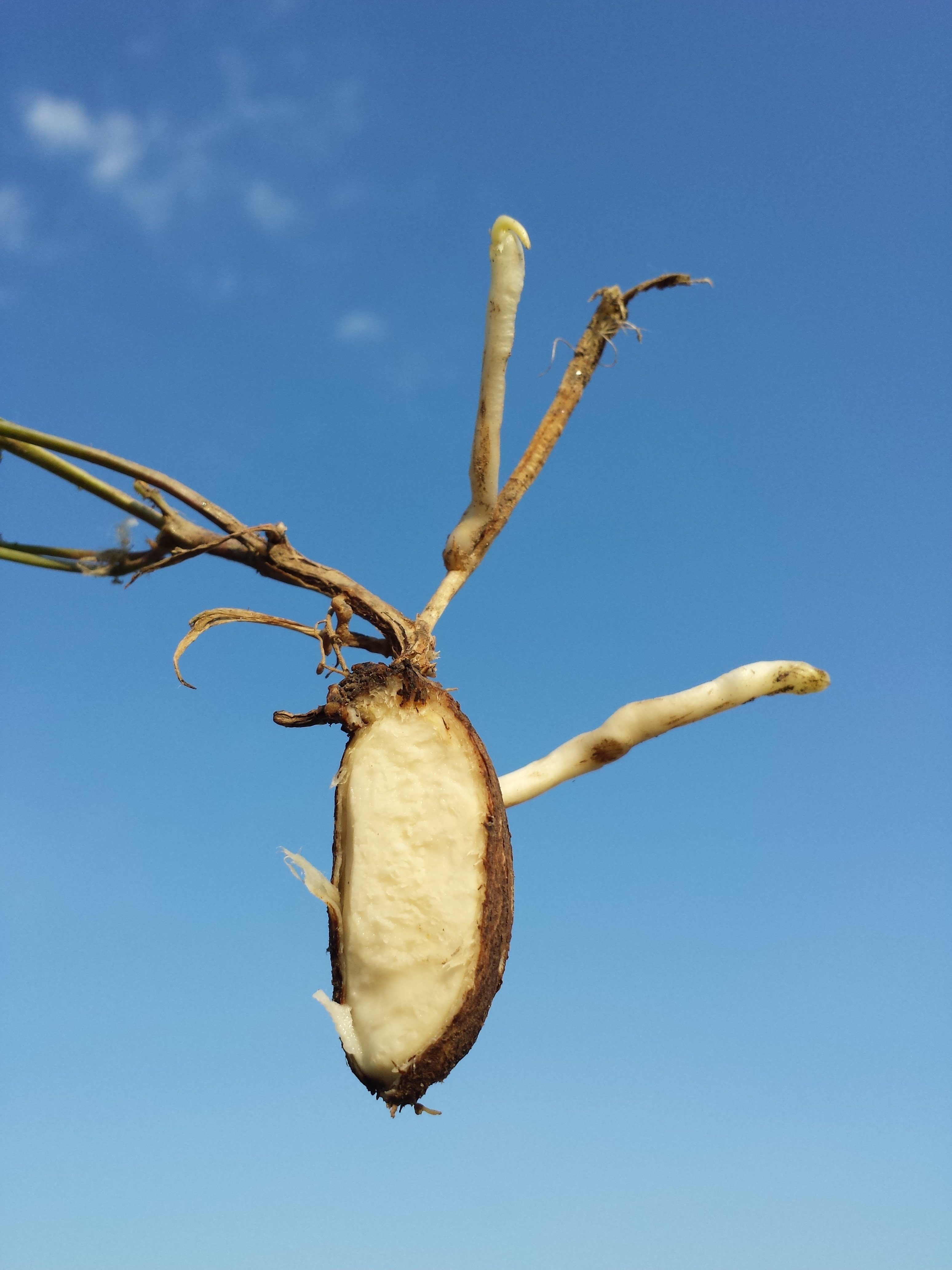
Wurzelknolle (aufgeschnitten)

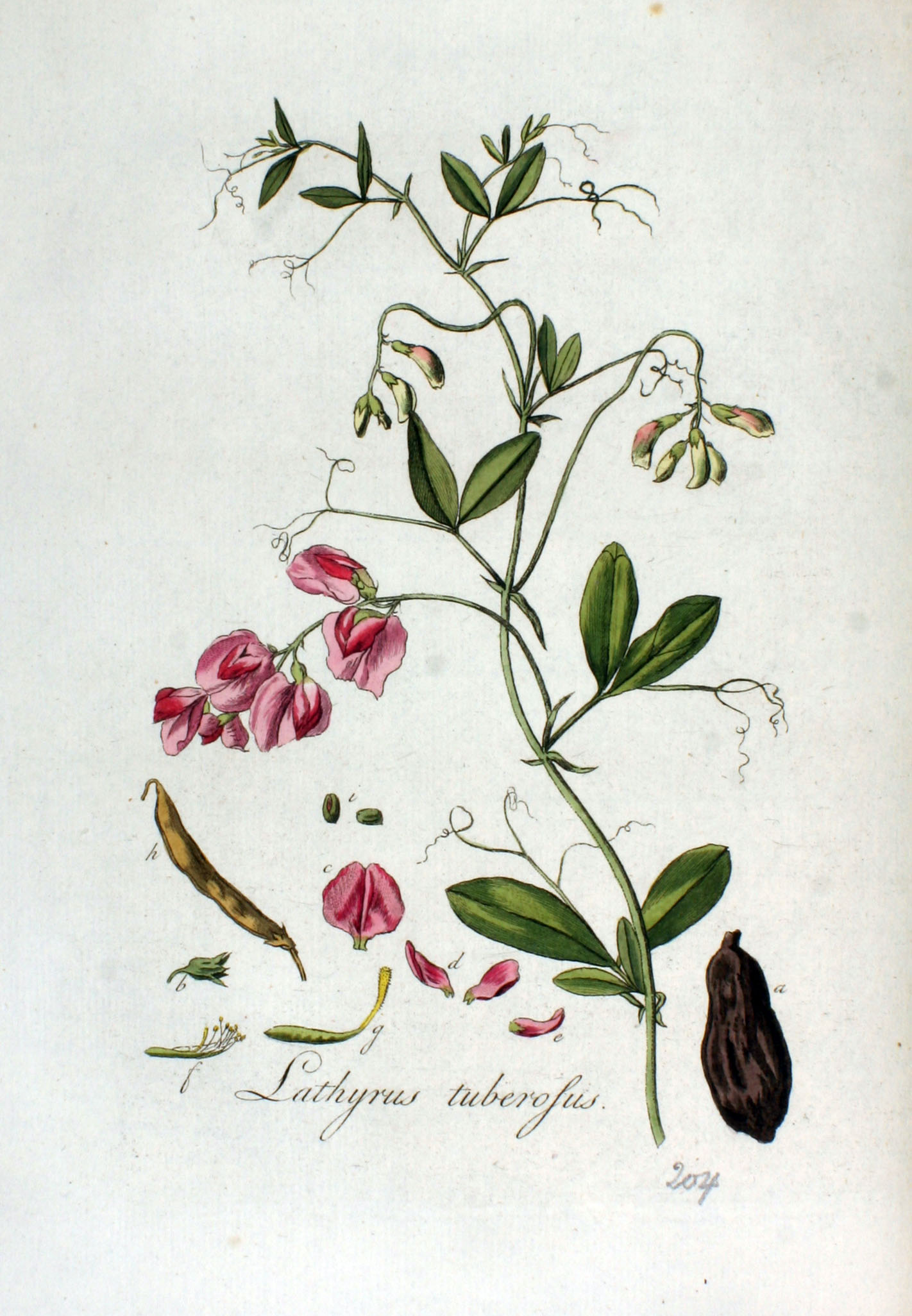
Illustration der Knollen-Platterbse

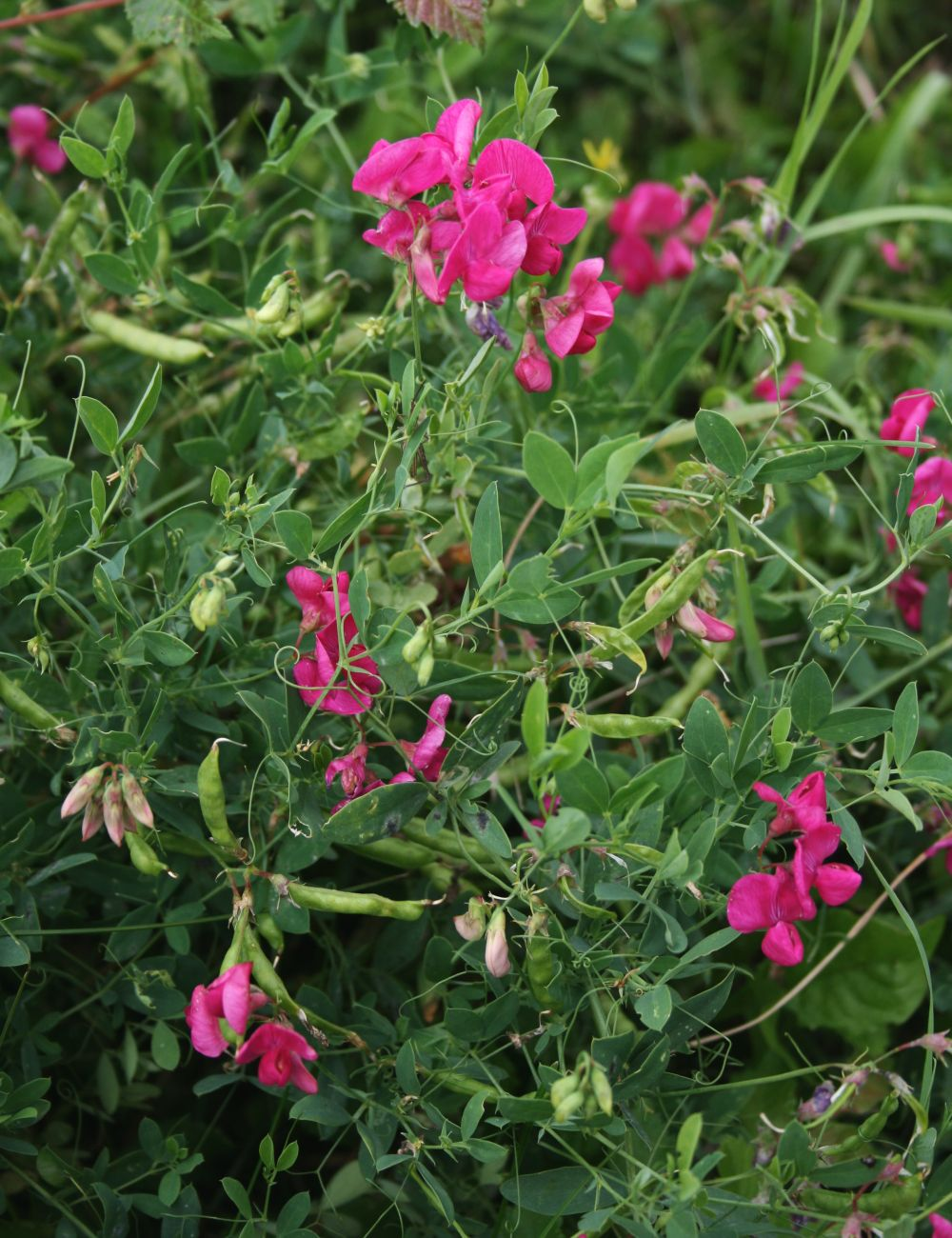
Knollen-Platterbse (Lathyrus tuberosus)

### Vegetative Merkmale
Die Knollen-Platterbse wächst als ausdauernde krautige Pflanze. Die niederliegenden bis kletternden, kahlen und eckigen Stängel sind 30 bis 100 Zentimeter lang. Sie sind einfach oder ästig, scharf vierkantig aber ungeflügelt und 1 bis 2 Millimeter dick. Die wechselständig angeordneten und gestielten Laubblätter sind zweizählig gefiedert. Der Blattstiel ist 5 bis 15 Millimeter lang und kantig. Die bespitzten, ganzrandigen und kurz gestielten Blättchen sind eiförmig bis verkehrt-eiförmig, die Rhachis ist am Ende zu, in mehrere Ästchen aufgespaltene, Wickelranken umgebildet. Die spitzen Nebenblätter sind pfeil- bis „halbpfeilförmig“.

### Generative Merkmale
Die Blütezeit reicht von Juni bis Juli. In einem einseitswendigen traubigen Blütenstand stehen jeweils drei bis acht Blüten. Die Tragblätter sind lanzettlich, etwa so lang wie die Blütenstiele und wie die Kelche. 
Die zwittrigen und duftenden Blüten sind mit einer Länge von etwa 20 mm zygomorph und fünfzählig mit doppelter Blütenhülle. Die fünf leuchtend rosa-violetten Kronblätter stehen in der typischen Form der Schmetterlingsblüte zusammen. Durch das nach links gedrehte Schiffchen wirkt die Blüte stark asymmetrisch. Der Kelch ist kurz glockig; seine Zähne sind dreieckig, durch stumpfe Buchten getrennt und mit Ausnahme der untersten kürzer als die Kelchröhre. Der Griffel ist gedreht und auf der ursprünglichen Oberseite flaumig behaart.
Es werden mehrsamige, bis etwa 4 Zentimeter lange, kahle, bespitzte Hülsenfrüchte mit beständigem Kelch gebildet. Die dunkelbraunen Samen sind 3–4 Millimeter groß.
Die Chromosomenzahl beträgt 2n = 14.

## Ökologie
Die Knollen-Platterbse ist ein mesomorpher Hemikryptophyt.
Ihre Keimung ist hypogäisch; der obere Teil der Keimwurzel und das Hypokotyl verdicken sich zu einer ersten Knolle; aus den Blattachseln der Keimblätter  und der Niederblätter der hinfälligen Primärachse treiben bis zu 60 cm lange, dünne Bodenausläufer aus; diese verzweigen sich weiter und bilden besonders an den Knoten zu Knollen anschwellende Wurzeln aus. Nach drei bis vier Jahren erreichen die Knollen die volle Größe; sie sind dann haselnussgroß. Die Pflanze wurzelt bis 70 cm tief. Sie breitet sich vegetativ durch die Ausläufer und besonders durch deren Knollen an den Verzweigungen aus.
Die Blüten werden von Bienen der Gattungen Eucera, Megachile, Osmia, Trachusa und von Faltern besucht. Sie duften.

## Vorkommen und Gefährdung
Ursprüngliches Verbreitungsgebiet der Knollen-Platterbse ist Europa bis zum südöstlichen Sibirien. In Nordamerika ist sie ein Neophyt. In Europa hat sie ursprüngliche Vorkommen in zahlreichen Ländern außer in Portugal, Großbritannien, Irland, Island, Dänemark, Norwegen, Schweden, Finnland und im europäischen Teil der Türkei.
Die Knollen-Platterbse wächst an Acker- und Wegrändern gerne auf bindigen Böden. Sie wächst auf sommerwarmen, mäßig trockenen, nährstoff- und basenreichen, sandigen oder reinen Lehm- und Tonböden. Sie bevorzugt kalkhaltige Böden, ist aber nicht auf diese beschränkt. Nach Ellenberg ist die Knollen-Platterbse eine Ordnungscharakterart der Pflanzengesellschaft: Bodenmilder Getreide-Beikrautfluren (Secalietalia). Nach Erich Oberdorfer ist sie pflanzensoziologisch in Mitteleuropa territoriale Charakterart des Papaveri-Melandrietum noctiflorae (Caucalidion-Verband).
Die ökologischen Zeigerwerte nach Landolt et al. 2010 sind in der Schweiz: Feuchtezahl F = 2w (mäßig trocken aber mäßig wechselnd), Lichtzahl L = 4 (hell), Reaktionszahl R = 4 (neutral bis basisch), Temperaturzahl T = 4+ (warm-kollin), Nährstoffzahl N = 3 (mäßig nährstoffarm bis mäßig nährstoffreich), Kontinentalitätszahl K = 4 (subkontinental).
In einigen nördlichen deutschen Bundesländern steht Lathyrus tuberosus auf der Roten Liste der gefährdeten Pflanzenarten.

## Taxonomie
Die Knollen-Platterbse wurde 1753 von Carl von Linné in Species Plantarum Band 2, Seite 732 als Lathyrus tuberosus erstbeschrieben.

## Abbildungen

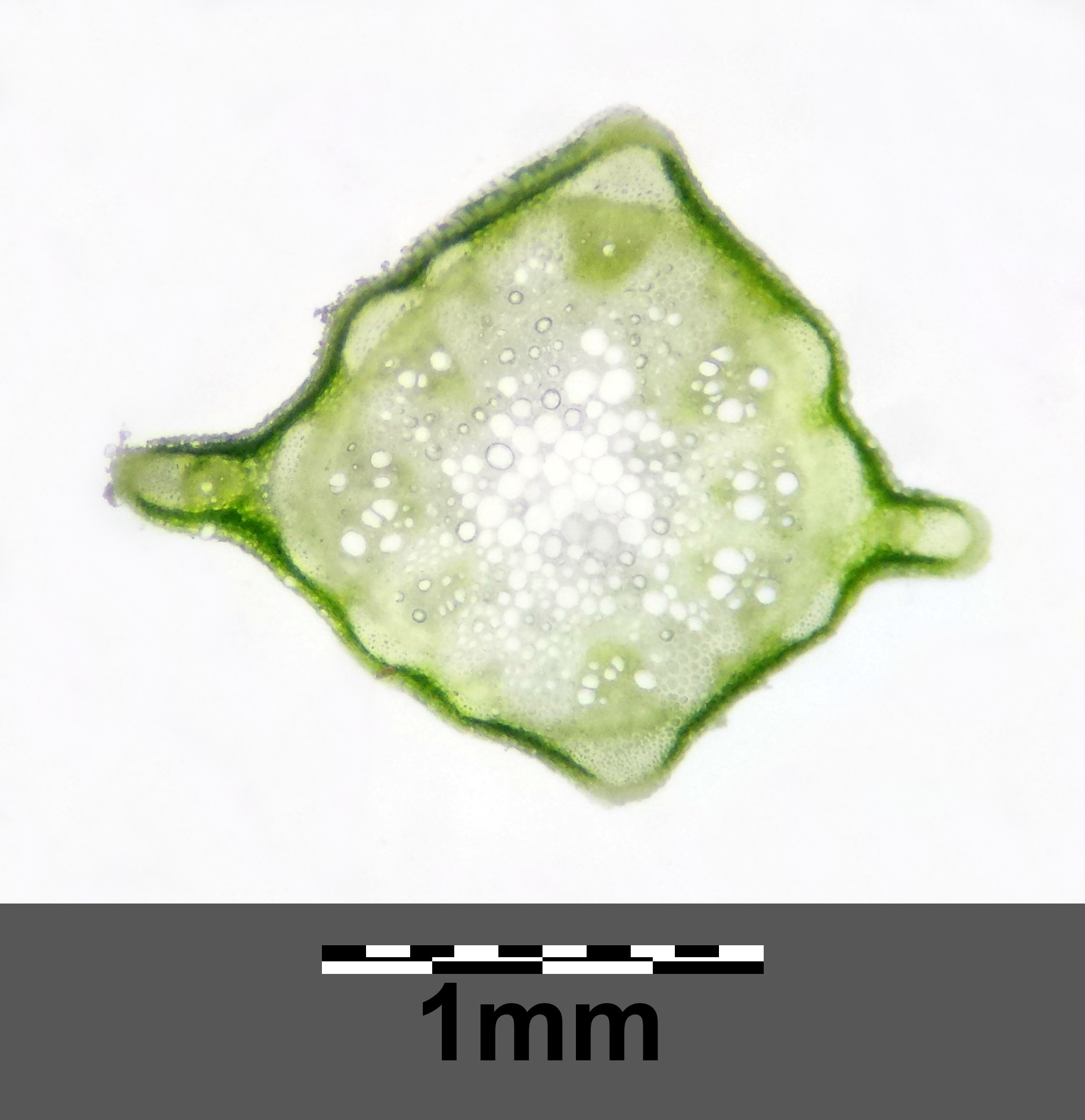
Vierkantiger Stängel (Querschnitt)
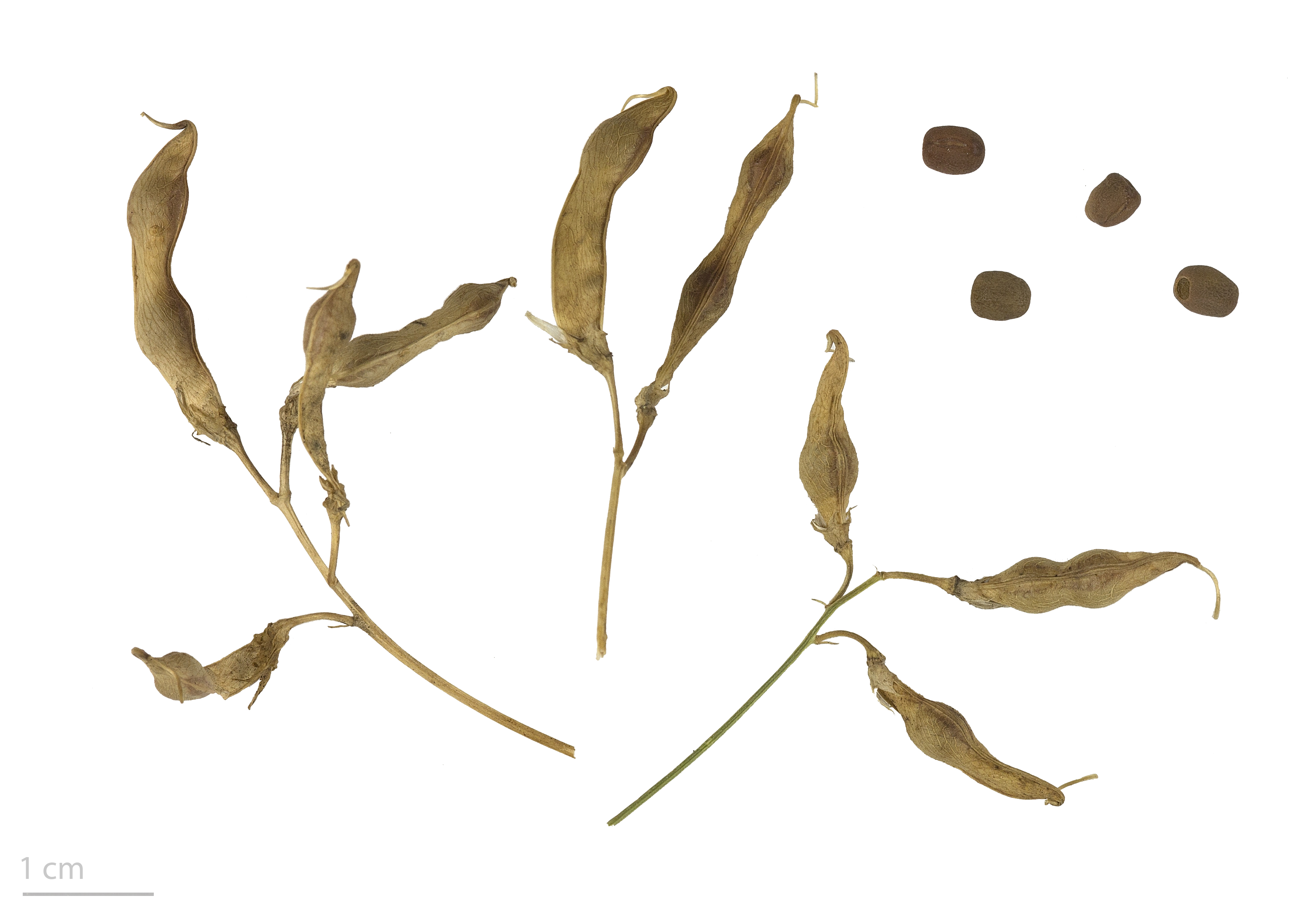
Lathyrus tuberosus – Früchte und Samen
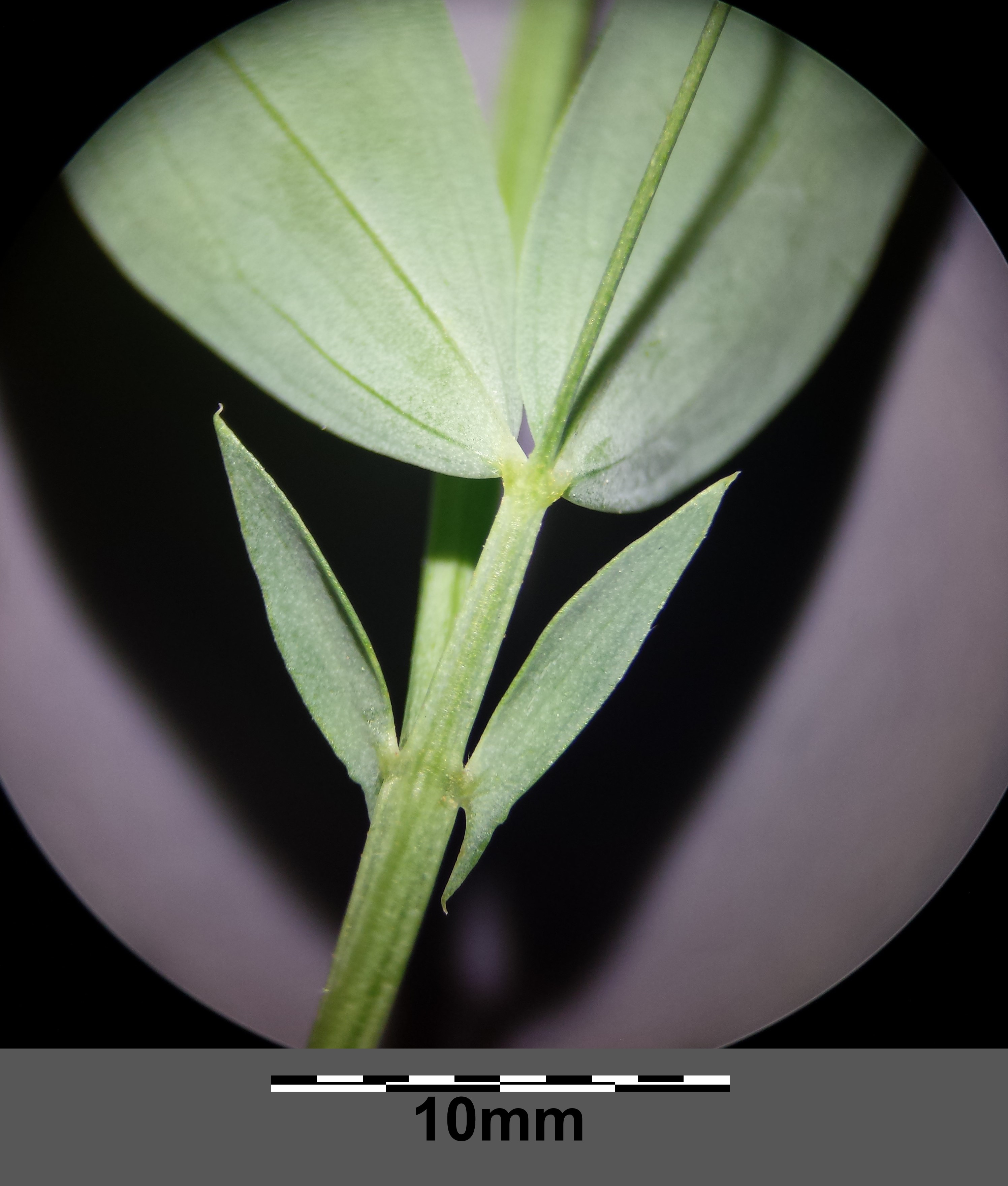
Nebenblätter
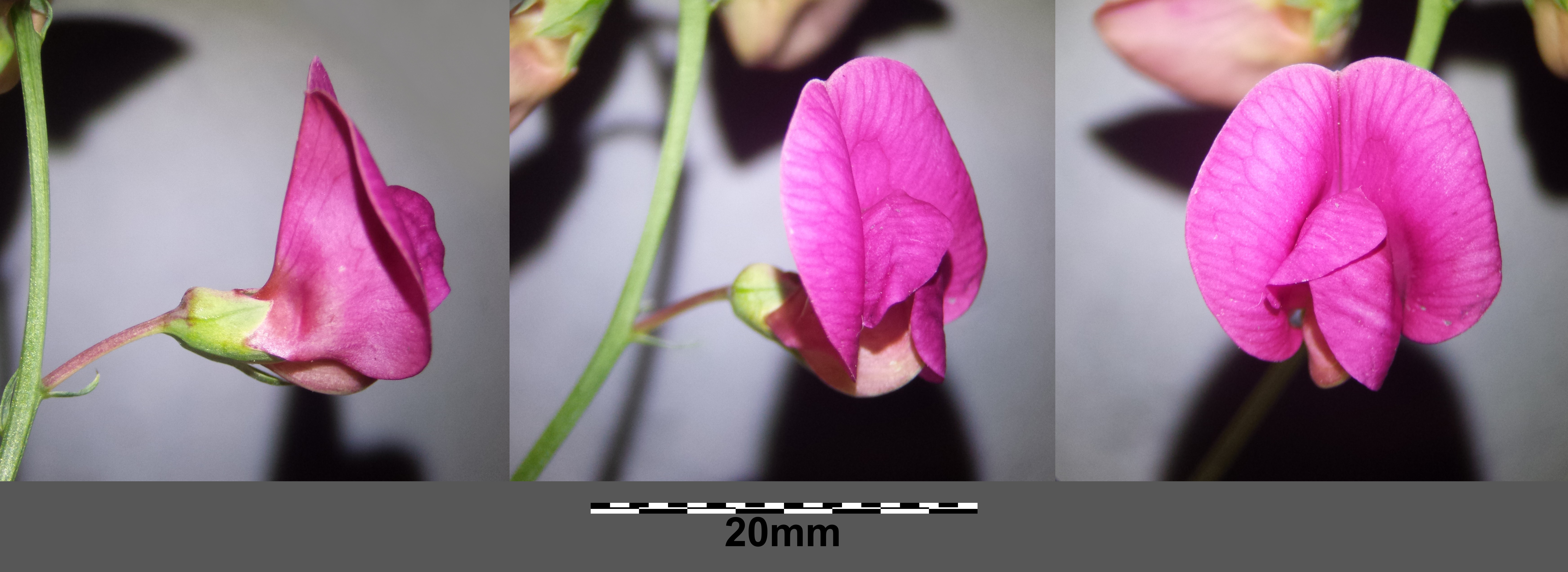
Blüte
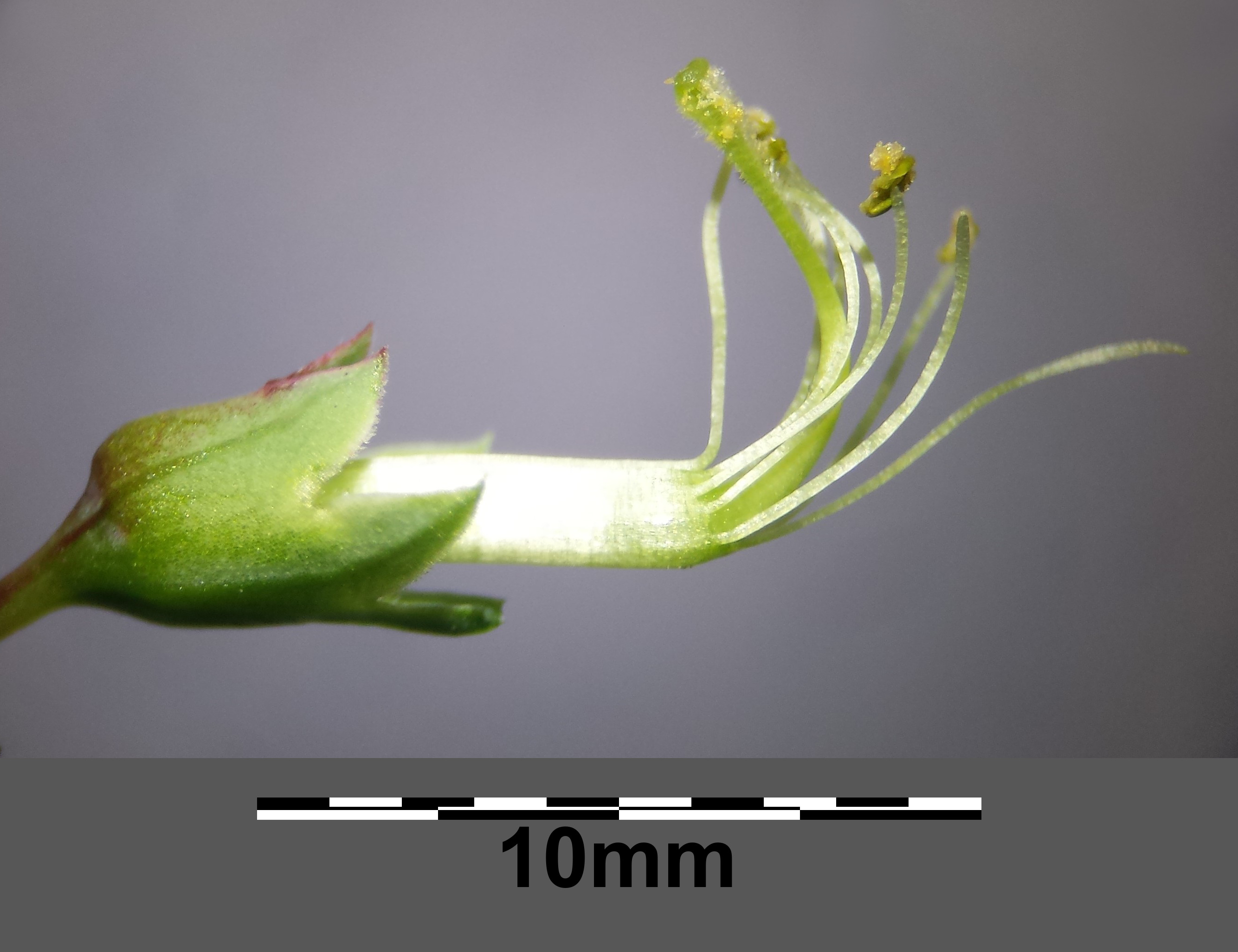
Vorne gerade angeschnittene Staubfädenrinne und Griffel

## Inhaltsstoffe
Die Knollen enthalten bis zu 12 % Protein, 20 % Stärke und 5 % Zucker.

## Verwendung
Früher wurde die Knollen-Platterbse feldmäßig angebaut, heute findet man sie als Nahrungspflanze allenfalls noch in Gärten von Liebhabern alter Nutzpflanzen.
Die Knöllchen werden wie Kartoffeln gekocht oder wie Maronen geröstet genossen. Vielfach dienen sie auch als Kaffeesurrogat oder als Schweinefutter. Sie sollen zudem zu Speiseöl verarbeitet worden sein. Auch wird angegeben, dass im 16. Jahrhundert nach Camerarius aus der Blüte Parfüm gewonnen worden sei.
In den letzten Jahren wird die Knollen-Platterbse vielfach Ansaatmischungen für Erstbegrünungen beigemengt. Als Leguminose trägt sie zur Bodenverbesserung (Stickstoffeintrag) bei, die prächtigen Blüten wirken zudem als Farbtupfer in der Landschaft.
Als Wildkraut finden sich die mit rosenroten Schmetterlingsblüten besetzten krautigen Pflanzen noch heute an Feldrainen und erinnern an die frühere Nutzung. Teilweise dringt die Knollen-Platterbse auch in Getreidefelder ein und wird dort als „Unkraut“ betrachtet.

## Geschichte

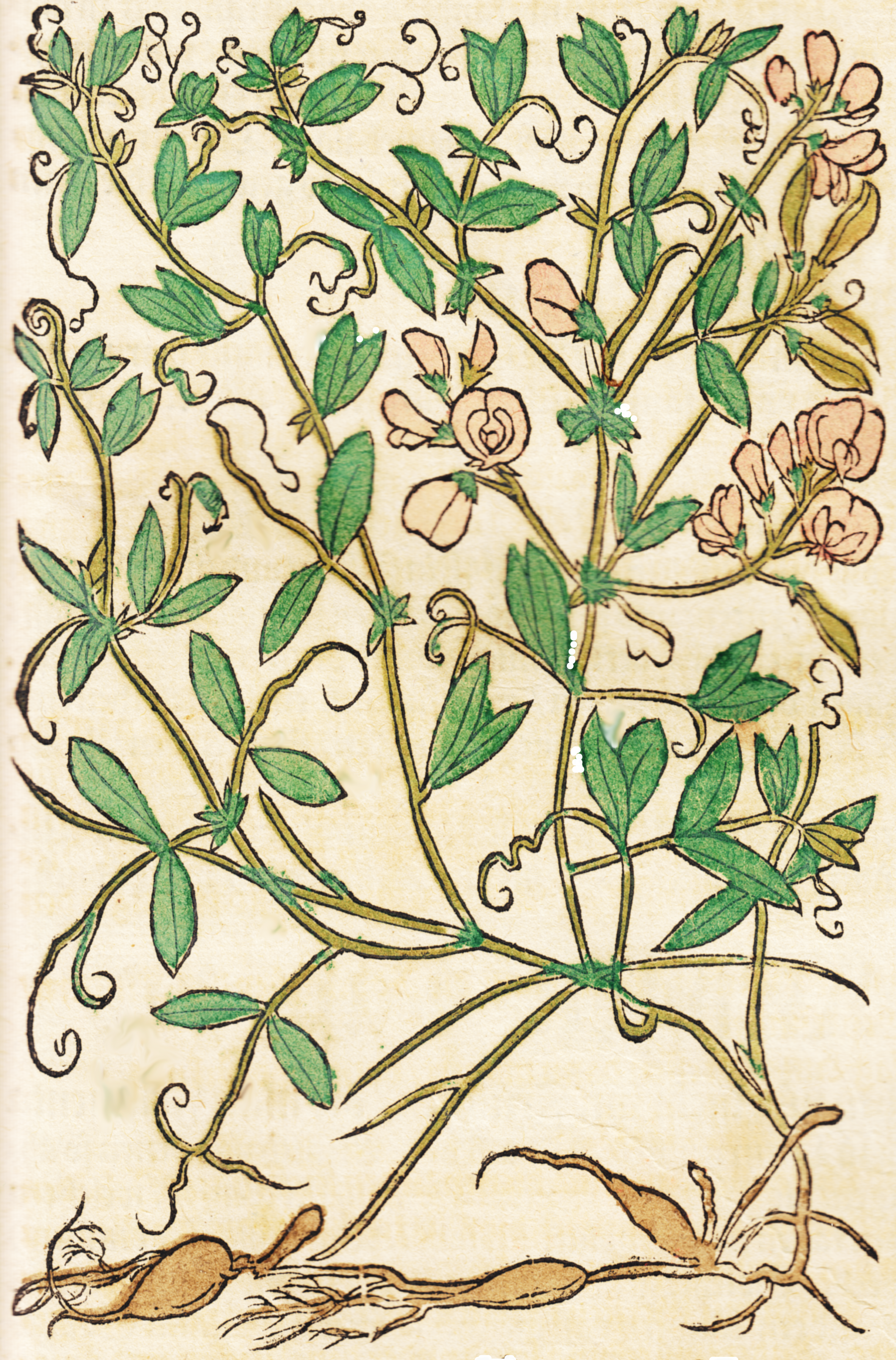
«Xpian wurtzel» - Lathyrus tuberosus. Hieronymus Bock 1546

Als «xpian wurtzel» («Christianwurzel») wurde die Knollen-Platterbse erstmals sicher von Hieronymus Brunschwig im Kleinen Destillierbuch beschrieben. Brunschwig empfahl, die Wurzel im Spätsommer (15. August bis 8. September) zu ernten und zerquetscht zu destillieren. Als Indikationen für das so erhaltene Destillat gab er Lungenerkrankungen und Heiserkeit an. Hermann Fischer sah in Brunschwigs Ausführungen einen Beleg dafür, dass die «cristiana» der Hildegard-Handschriften als Knollen-Platterbse zu deuten sei. Spätere Autorinnen deuteten Hildegards «cristiana» als Helleborus niger.
Hieronymus Bock beschrieb 1539 in seinem Kräuterbuch die Knollen-Platterbse im Anhang des Abschnitts über die „Legumen“. Er nannte sie «Erdnuß», «Feldnuß», «Sewbrot», «Erdfeigen» und «Erdmandel». Über den Nutzwert der Knollen urteilte Bock: „Dieſe Nüßlein ſeind der Schwein artzney / wie die Eycheln … haben die art oben vnd vnden ſänfftiglich zů Purgieren.“

## Trivialnamen
Im deutschsprachigen Raum weisen eine Reihe von Trivialnamen auf die frühere Verwendung hin wie Erdnuss, Schweinenuss, Saubohne, Erdkastanie, Grundbirne, Kaffeebohnen (Harz).